# Peter Hanrahan
Peter Hanrahan (Limerick, 23 febbraio 1968) è un ex calciatore irlandese, di ruolo attaccante.

## Biografia
È il fratello di Joe Hanrahan, anch'egli calciatore con oltre 300 presenze nella prima divisione irlandese.

## Carriera
Conta 355 presenze e 79 reti in 14 stagioni di massima serie irlandese, principalmente con la maglia del Dundalk con cui vinse il campionato e il titolo di capocannoniere nella stagione 1990-1991. Ha anche totalizzato 6 presenze nelle coppe europee, di cui 2 nell'edizione 1991-1992 della Coppa dei Campioni.

## Palmarès

### Club

#### Competizioni nazionali
- Campionato irlandese: 1

Dundalk: 1990-1991

### Individuale
- Capocannoniere del campionato irlandese: 1

1990-1991 (18 reti)